# Cimetière militaire allemand de Montaigu
Le Cimetière militaire allemand de Montaigu est un cimetière militaire de la Première Guerre mondiale, situé sur le territoire de la commune de Montaigu, en bordure de la RD 52, entre Mauregny-en-Haye et Montaigu, dans le département de l'Aisne. Un second cimetière allemand est situé au nord du village de Montaigu.

## Cimetière militaire allemand de Montaiguno1

### Historique
En bordure de la RD 52, sur les pentes du Mont Héraut (188 m), le cimetière militaire allemand de Montaigu no 1 est édifié pendant la Grande Guerre par les Allemands. Il est agrandi, après la guerre, par les autorités françaises qui y regroupent les tombes provenant de 60 lieux différents, dont 1 000 provenant de Mauregny-en-Haye, 600 de Berrieux et 500 de Coucy-lès-Eppes.

### Caractéristiques
Les corps inhumés dans ce cimetière sont ceux de soldats ayant combattu à l'est du Chemin des Dames, principalement à l'automne 1914, au printemps 1915, en avril et mai 1917, à la fin du mois de mai 1918 et de septembre à octobre 1918.
7 192 corps y sont inhumés, 5 402 dans des tombes individuelles matérialisées par des croix en métal (dont 8 non-identifiés) et 1 790 (dont 54 sont identifiés) dans un ossuaire.
Au fond du cimetière, on parvient à un cloître par l'intérieur d'une chapelle en empruntant un escalier. Du cloître, on accède à une crypte dans laquelle se trouvent des panneaux de bois sur lesquels sont gravés les noms de tous les hommes inhumés.

## Cimetière militaire allemand de Montaiguno2

### Historique
Le cimetière allemand no 2 est situé au nord du village de Montaigu. Il a été créé par las Allemands en février 1917. Jusqu'en octobre 1918, ils y inhument leurs soldats défunts. Après la Grande Guerre, deux corps retrouvés sur le champ de bataille y sont inhumés.

### Caractéristiques
Ce cimetière rassemble 633 corps inhumés dans des tombes individuelles matérialisées par des stèles en pierre posées sur le sol. Sur ces stèles sont gravés le nom des soldats et leur numéro matricule uniquement. 
Les hommes inhumés en ce lieu sont des combattants du Chemin des Dames, principalement en avril et mai 1917, mai 1918 ainsi qu'en septembre et octobre 1918. 